# Jonathan Goldstein (auteur)
Pour les articles homonymes, voir Jonathan Goldstein et Goldstein.
Jonathan Goldstein (né le 22 août 1969) est un auteur américain.

## Radio
Jonathan Goldstein est connu pour ses productions à la radio, dont WireTap (en) et This American Life,.

## Livres
- Lenny Bruce Is Dead, 2001  (ISBN 1552450694)
- Ladies and Gentlemen, the Bible!, 2009  (ISBN 1594483671)
- I'll Seize the Day Tomorrow, 2012  (ISBN 014317388X)

## Récompenses
- ReLit Award (Regarding Literature Award) (2001)
- Third Coast International Audio Festival's Gold Prize (2002)
- Canadian National Magazine Awards Silver Award for Humour (2004)
- Gold World Medal for Best Regularly Scheduled Comedy Program (WireTap) au New York Festivals (2006)[3]